# Bachorzyn
Bachorzyn [pronunciación en polaco: /baˈxɔʐɨn/] es un pueblo ubicado en el distrito administrativo de Gmina Buczek, dentro Distrito de Łask, Voivodato de Łódź, en Polonia central. Se encuentra aproximadamente a 2 kilómetros al este de Buczek, a 10 kilómetros al sur de Łask, y a 38 kilómetros al suroeste de la capital regional Lodz.
El pueblo tiene una población de 310 habitantes.